# Edmar Cutrim
Edmar Serra Cutrim, mais conhecido como Edmar Cutrim (Matinha, 7 de janeiro de 1948) é um advogado brasileiro. Ele foi deputado estadual (1999–2000). Edmar foi presidente do Tribunal de Contas do Estado (TCE/MA). É pai do ex-prefeito e atual deputado federal Gil Cutrim e do deputado estadual Glalbert Cutrim.

## Carreira política
Começou a carreira política ao ser eleito deputado estadual pelo PFL em 1990, sendo reeleito em 1998 pelo PSD.
Em 3 de outubro de 2000, foi nomeado conselheiro do Tribunal de Contas do Estado e renunciou ao mandato de deputado estadual.